# Pegasus csillagkép

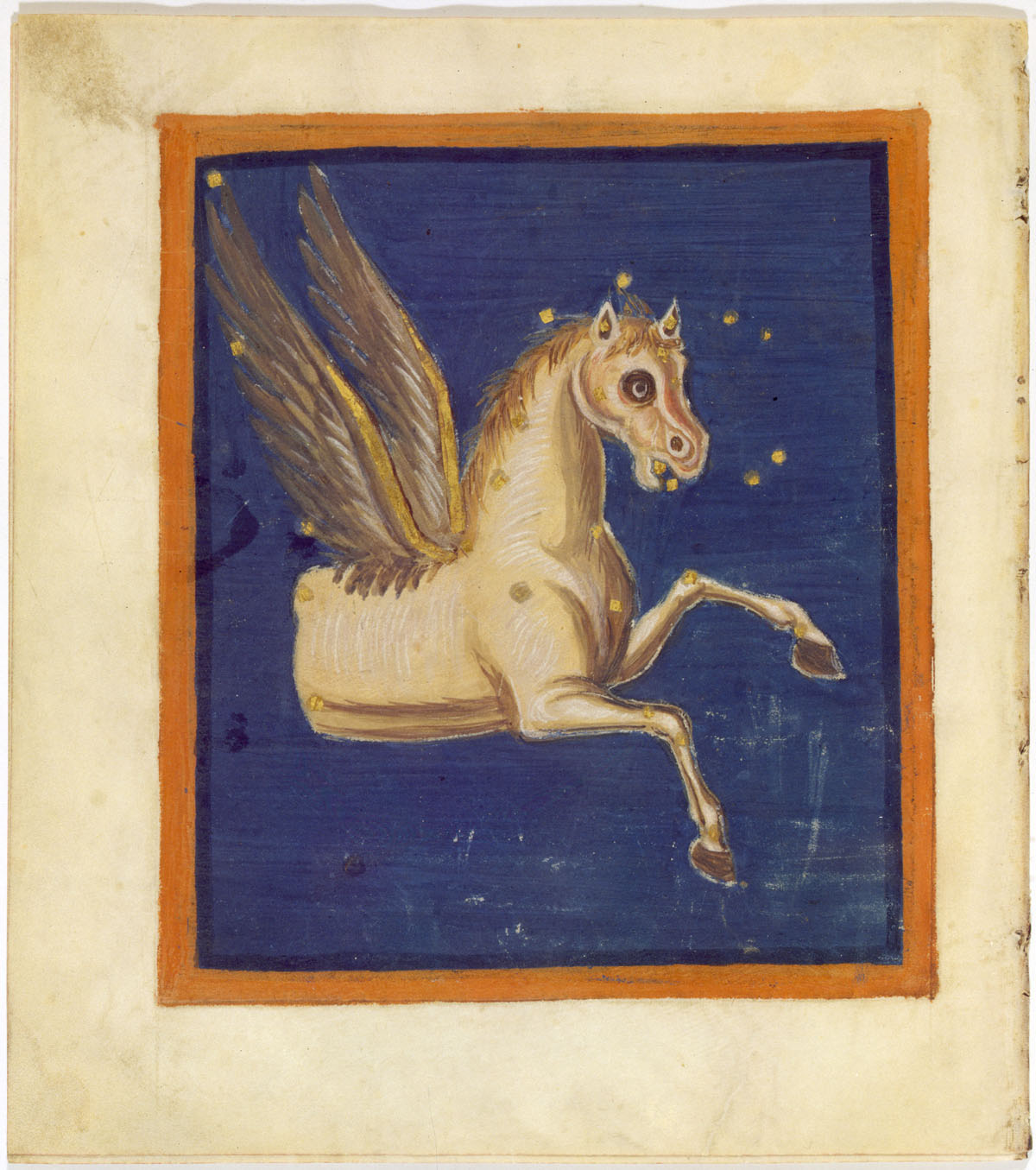
A Pegazus csillagkép

A Pegasus egy csillagkép.

## Története, mitológiája
Nevét Pégaszoszról kapta (görögül: forrásló), a görög mitológia mesés állatáról. Egy szárnyas ló, melyet Poszeidón a gorgók egyikével, Meduszával az Ókeanosz forrásainál nemzett.
Hésziodosz szerint nyomban születése után az Olümposzra röppent, ahol Zeusz számára a villámokat és mennyköveket szállítja. Későbbieknél Éósz lova, és mint ilyen, a csillagképek egyike. Bellerophontész Poszeidóntól ajándékba kapta és segítségével legyőzte Khimairát, nemkülönben az amazonokat is. Az Androméda-mondakör egyik változata szerint Perszeusz a Pégaszoszon lovagolt akkor is, amikor a Joppe mellett a sziklához láncolt Andromédát megmentette Kétosztól, azaz a Cettől.
A mondák szerint a Pégaszosz a múzsák lova is egyben, mivel a Helikont, mely a múzsák éneke felett érzett gyönyörűségtől az égbe akart emelkedni, patkója ütésével a földhöz szegezte, egyúttal pedig a Hippokrene forrást a földből kicsalta (ezt némelyek Troizénben keresték). Az újabb időkben Pegazus a költők lova, melyen ihletettségükben az ég felé emelkednek, modern mítosz, mely a Bellerophonról és Hippokrenéről szóló mondáknak összekeveréséből keletkezett. 
Az arabok El Feres a'dam-nak, „nagy ló”-nak nevezték a csillagképet.
Pegasus különösen fényesebb csillagokból álló, nagy trapéz alakjáról könnyen felismerhető csillagkép, mely 3 másodrendű csillagon kívül 109, szabad szemmel látható csillagot tartalmaz.

## Látnivalók

### Csillagok
- α Pegasi - Markab: B9 színképtípusú, 2,57m-s, a Földtől 102 fényév távolságra lévő csillag.
- β Pegasi - Scheat (váll): M2 színképtípusú vörös óriás, távolsága 172 fényév, fényrendje 2m - 3m között ingadozik.
- NGC 18 kettőscsillag

### Mélyég-objektumok
- Messier 15 gömbhalmaz
- NGC 1 spirálgalaxis
- NGC 2 spirálgalaxis
- NGC 8 kettőscsillag
- NGC 9 spirálgalaxis
- NGC 14 szabálytalan galaxis
- NGC 15 spirálgalaxis
- NGC 16 lentikuláris galaxis
- NGC 22 spirálgalaxis
- NGC 23 spirálgalaxis
- NGC 26 spirálgalaxis
- NGC 32 aszterizmus
- NGC 41 spirális galaxis
- NGC 42 lentikuláris galaxis
- NGC 52 spirális galaxis
- NGC 7331 spirálgalaxis
- NGC 7479 spirálgalaxis
- NGC 7814 spirálgalaxis